# Rio Prêto (vattendrag i Brasilien, Bahia, lat -11,35, long -43,87)
Rio Prêto är ett vattendrag i Brasilien.   Det ligger i delstaten Bahia, i den östra delen av landet, 700 km nordost om huvudstaden Brasília.
Omgivningen kring Rio Prêto är huvudsakligen savann. Området är mycket glesbefolkat, med 4 invånare per kvadratkilometer.